# اختلال ادراک پایدار توهم‌زا
اختلال ادراک پایدار توهم‌زا (HPPD) یک اختلال مداوم و غیر روان‌پریشی است که در آن، فرد پس از استعمال مواد توهم‌زا، توهم‌های بینایی پایدار و مداوم یا اختلال در درک خود از محیط را تجربه می‌کند. این اختلال معمولاً احساس مسمومیت یا تغییرات روانی‌ای که در زمان استعمال مواد تجربه می‌شود را به همراه ندارد. توهمات و تغییرات ادراکی به تنهایی معمولاً شدید یا مخرب نیستند و شامل علائمی همچون سندرم دید برفکی، دیدن پس تصویر، مشاهده شعاع‌های نور بر روی سطوح صاف، رنگ‌های تشدید شده یا سایر تصویرهای توهم‌زا است. افرادی که قبلاً هرگز مواد مصرف نکرده‌اند نیز برخی اختلالات بینایی مرتبط با این اختلال (مانند مگس پران و سندرم دید برفکی) را گزارش کرده‌اند.
برای تشخیص این اختلال، باید شدت آن به حدی باشد که در کار و زندگی روزمره افراد تداخل ایجاد کند. علائم اغلب با تمرکز روی آن‌ها بیشتر آزاردهنده به نظر می‌رسند.

## تاریخچه اختلال ادراک پایدار توهم‌زا
در سال ۱۸۹۸، نویسنده و روشنفکر انگلیسی هاولاک الیس گزارش داد که او برای مدتی طولانی پس از مصرف داروی روانگردان مسکالین، حساسیت بیشتری نسبت به «پدیده‌های مرتبط با نور، سایه و رنگ» داشت. این گزارش احتمالاً اولین مورد ثبت شده از این اختلال بود که بعدها تحت عنوان اختلال ادراک پایدار توهم‌زا شناخته شد. با این حال، اثرات باقیمانده خفیف از این نوع موادها لزوماً غیرمعمول نیست و نشان دهنده چیزی نیست که می‌تواند به عنوان اختلال ادراک پایدار توهم‌زا تشخیص داده شود؛ زیرا شدت احساس ناراحتی و سردرگمی فرد مبتلا است که معمولاً نیاز به تشخیص و درمان را مشخص می‌کند.

## انواع اختلال ادراک پایدار توهم‌زا
بر اساس یک بررسی در سال ۲۰۱۶، دو تئوری از اختلال ادراک پایدار توهم‌زا عنوان شد. نوع اول آن به گونه‌ای است که افراد تغییراتی تصادفی و گاه و بی‌گاه را در بینایی خود تجربه می‌کنند. نوع دوم اختلال ادراک پایدار توهم‌زا باعث ایجاد تغییرهای مداوم در بینایی می‌شود که شدت آن در همه افراد یکسان نیست. این نظریه تئوری طی یک بررسی دقیق قرار گرفته است؛ اما به دلیل تجربه حالت «توقف زمانی» در مغز افراد، که اغلب به عنوان یک اختلال جداگانه در نظر گرفته می‌شود و همیشه یک آسیب ادراکی نیست، هنوز محل بحث دارد.

## علت
اختلال ادراک پایدار توهم‌زا ارتباطی با روان‌پریشی ندارد زیرا افراد مبتلا به این اختلال می‌توانند به راحتی اختلال‌های بینایی خود را از واقعیت تشخیص دهند. تنها علت قطعی این اختلال، استفاده قبلی از مواد توهم‌زا است. برخی از شواهد نشان می‌دهد مصرف فنتیل‌آمین ریسک بیشتری نسبت به لایزرژآمید و تریپتامین به همراه دارد. تا به حال هیچ‌یک از عوامل قطعی ایجاد این اختلال و موادی که ممکن است نوعی خاص از حالت توهم‌زایی داشته باشند، شناسایی نشده است. احتمال دارد نوعی از تداخل در پردازش بینایی وجود داشته باشد. این گونه تشخیص داده شده که استفاده از MDMA (اکستازی) با سایر داروها با ایجاد اختلال ادراک پایدار توهم‌زا در ارتباط است.

## تشخیص
تشخیص اختلال ادراک پایدار توهم‌زا از نوع تشخیص DSM-5 با کد تشخیصی 292.89 (F16.983) است. به منظور تشخیص این اختلال، باید سایر احتمالات بیماری‌های روانی، روان‌پزشکی یا عصبی رد شود و این اختلال باید به گونه‌ای باشد که زندگی روزمره فرد گرفتار را تحت تأثیر قرار دهد.

## درمان
تا تاریخ سپتامبر سال ۲۰۲۱ هنوز هیچ شواهدی مبنی بر کشف یک درمان مؤثر برای اختلال ادراک پایدار توهم‌زا موجود نیست.

## شیوع
میزان شیوع اختلال ادراک پایدار توهم‌زا تا سال ۲۰۲۱ هنوز مشخص نیست. تخمین‌ها در دهه‌های ۱۹۶۰ و ۱۹۷۰ میلادی بدین گونه بود که حدود یک فرد از هر بیست نفر که از مواد توهم‌زا استفاده می‌کنند، دچار این اختلال می‌شود. طی یک مطالعه در سال ۲۰۱۰ بر روی مصرف‌کنندگان مواد روانگردان، ۲۳٫۹٪ افراد اثراتی پایدار مانند اختلال ادراک پایدار توهم‌زا را گزارش دادند اما تنها ۴٫۲٪ آن‌ها به دلیل شدت اختلال به دنبال درمان بودند. مشخص نیست که اختلال ادراک پایدار توهم‌زا دقیقاً چقدر شایع است اما تخمین در دهه ۱۹۹۰ این بود که از هر ۵۰ هزار نفر مصرف‌کننده مداوم مواد مخدر، یک نفر آن‌ها درگیر تغییرات بینایی مداوم می‌شود.

## اختلال ادراک پایدار توهم‌زا در جامعه و فرهنگ
در قسمت دوم فصل اول سریال کارآگاه حقیقی (محصول سال ۲۰۱۴) شخصیت اصلی راستین کول (متیو مک کانهی) با علائمی مشابه اختلال ادراک پایدار توهم‌زا به تصویر کشیده شده است؛ علائمی همچون دیدن دنباله‌های نور که در نتیجه آسیب عصبی ناشی از استعمال مواد ایجاد شده بود.
اندرو کالاگان، روزنامه‌نگار آمریکایی و مجری سابق سریال اینترنتیAll Gas No Brakes و مجری فعلی کانال ۵، طی مصاحبه‌ای در سال ۲۰۲۱ با Vice News افشا کرد که او به دلیل استفاده بیش از حد سیلوسایبین در سنین جوانی، دچار اختلال ادراک پایدار توهم‌زا شده است. اندرو کالاگان علائم اختلال خود را مشابه سندرم دید برفکی و دیدن رد باقی مانده از اشیا و تصویر توصیف کرد.